# HD 109519
HD 109519，又名BD+22 2490，SAO 82394、HR 4793，是一颗恒星，视星等为5.85，位于銀經266.81，銀緯83.58，其B1900.0坐标为赤經12h 30m 8.3s，赤緯+22° 83.58′ 59″。